# Europsko prvenstvo u rukometu – Austrija 2010.
Deveto Europsko prvenstvo u rukometu održavalo se od 19. do 31. siječnja 2010. u Austriji, u pet gradova: Wiener Neustadtu, Grazu, Linzu, Innsbrucku i Beču. Prvo je mjesto osvojila reprezentacija Francuske, koja je u bečkom finalu pobijedila Hrvatsku. U utakmici za treće mjesto Island je bio bolji od Poljske. Ove četiri reprezentacije ujedno su se izravno plasirale na Svjetsko prvenstvo 2011. u Švedskoj.

## Dvorane
| Grad            | Dvorana                | Kapacitet | Lokacija                                |
| --------------- | ---------------------- | --------- | --------------------------------------- |
| Graz            | Stadthalle             | 5.000     | Graz Innsbruck Linz Beč Wiener Neustadt |
| Innsbruck       | Olympiaworld Innsbruck | 15.000    | Graz Innsbruck Linz Beč Wiener Neustadt |
| Linz            | Intersport Arena       | 6.000     | Graz Innsbruck Linz Beč Wiener Neustadt |
| Beč             | Wiener Stadthalle      | 11.000    | Graz Innsbruck Linz Beč Wiener Neustadt |
| Wiener Neustadt | Arena Nova             | 5.000     | Graz Innsbruck Linz Beč Wiener Neustadt |

## Kvalifikacije
Kvalifikacije za EP 2010. imale su, po prvi puta, novi kvalifikacijski format. Prema novom pravilu, samo su domaćin (Austrija) i branitelj naslova (Danska) direktno izborili plasman dok su sve ostale zemlje morale igrati kvalifikacijske susrete kako bi izborile nastup na EP-u. Na početku je registrirano 38 momčadi, no povlačenjem Gruzije i Moldove, ostalo je 36 momčadi koje su se borile za plasman. Tih 36 momčadi ždrijebane su u 7 skupina, od kojih je 6 imalo po 5 momčadi, a jedna 6. Svaka momčad igrala je sa svakom po dva puta, jednom kod kuće, jednom u gostima. Nakon što je svaka momčad odigrala 8 (odnosno 10 u grupi sa šest momčadi) utakmica, po dvije prvoplasirane momčadi plasirale su se na EP.

## Kvalificirane momčadi
| Država     | Kvalificirala se kao       | Datum kvalifikacije | Prijašnji nastupi1                                         |
| ---------- | -------------------------- | ------------------- | ---------------------------------------------------------- |
| Austrija   | Domaćin                    | 5. svibnja 2006.    | 0 (debi)                                                   |
| Danska     | Branitelj naslova          | 27. siječnja 2008.  | 7 (1994., 1996., 2000., 2002., 2004., 2006., 2008.)        |
| Švedska    | Pobjednik skupine I        | 11. lipnja 2009.    | 8 (1994., 1996., 1998., 2000., 2002., 2004., 2006., 2008.) |
| Poljska    | Drugoplasirani skupine I   | 20. lipnja 2009.    | 4 (2002., 2004., 2006., 2008.)                             |
| Rusija     | Pobjednik skupine II       | 18. lipnja 2009.    | 8 (1994., 1996., 1998., 2000., 2002., 2004., 2006., 2008.) |
| Srbija     | Drugoplasirani skupine II  | 18. lipnja 2009.    | 5 (1996.2, 1998.2, 2002.2, 2004.3, 2006.3)                 |
| Island     | Pobjednik skupine III      | 17. lipnja 2009.    | 5 (2000., 2002., 2004., 2006., 2008.)                      |
| Norveška   | Drugoplasirani skupine III | 17. lipnja 2009.    | 3 (2000., 2006., 2008.)                                    |
| Hrvatska   | Pobjednik skupine IV       | 17. lipnja 2009.    | 8 (1994., 1996., 1998., 2000., 2002., 2004., 2006., 2008.) |
| Mađarska   | Drugoplasirani skupine IV  | 21. lipnja 2009.    | 6 (1994., 1996., 1998., 2004., 2006., 2008.)               |
| Njemačka   | Pobjednik skupine V        | 13. lipnja 2009.    | 8 (1994., 1996., 1998., 2000., 2002., 2004., 2006., 2008.) |
| Slovenija  | Drugoplasirani skupine V   | 21. lipnja 2009.    | 7 (1994., 1996., 2000., 2002., 2004., 2006., 2008.)        |
| Francuska  | Pobjednik skupine VI       | 17. lipnja 2009.    | 8 (1994., 1996., 1998., 2000., 2002., 2004., 2006., 2008.) |
| Češka      | Drugoplasirani skupine VI  | 17. lipnja 2009.    | 5 (1996., 1998., 2002., 2004., 2008.)                      |
| Španjolska | Pobjednik skupine VII      | 17. lipnja 2009.    | 8 (1994., 1996., 1998., 2000., 2002., 2004., 2006., 2008.) |
| Ukrajina   | Drugoplasirani skupine VII | 18. lipnja 2009.    | 4 (2000., 2002., 2004., 2006.)                             |

1 Podebljana godina znači da je reprezentacija osvojila EP te godine
2 kao FR Jugoslavija
3 kao Srbija i Crna Gora

## Suci
| Popis sudaca | Popis sudaca | Popis sudaca                           | Popis sudaca |
| ------------ | ------------ | -------------------------------------- | ------------ |
| Austrija     |              | Gerhard Reisinger Christian Kaschütz   |              |
| Bjelorusija  |              | Andrej Gousko Sjarhej Repkin           |              |
| Češka        |              | Jiří Novotný Václav Horáček            |              |
| Danska       |              | Per Olesen Lars Ejby Pedersen          |              |
| Francuska    |              | Nordine Lazaar Laurent Reveret         |              |
| Norveška     |              | Kenneth Abrahamsen Arne M. Kristiansen |              |
| Njemačka     |              | Bernd Methe Reiner Methe               |              |
| Portugal     |              | Ivan Cacodor Eurico Nicolau            |              |
| Rumunjska    |              | Constantin Din Sorin-Laurenţiu Dinu    |              |
| Srbija       |              | Nenad Nikolić Dušan Stojković          |              |
| Španjolska   |              | Gregorio Muro Alfonzo Rodriguez        |              |
| Švedska      |              | Rickard Canbro Mikael Clasesson        |              |

## Natjecanje po skupinama
Kvalificirane momčadi bile su podijeljene u četiri skupine (od A do D) po četiri momčadi. Tri momčadi s najvećim brojem bodova iz svake skupine išle su dalje u drugi krug. Kao najbolje rangirane, momčadi Francuske, Danske, Hrvatske i Njemačke bile su raspoređene kao nositelji skupina, dok je Austrija kao domaćin ždrijebana u skupinu B.

### Skupina A (Graz)
|    | Reprezentacija | Bod. | Ut. | Pob. | N. | Por. | Pos. | Pri. | RP |
| -- | -------------- | ---- | --- | ---- | -- | ---- | ---- | ---- | -- |
| 1. | Hrvatska       | 6    | 3   | 3    | 0  | 0    | 83   | 76   | +7 |
| 2. | Norveška       | 4    | 3   | 2    | 0  | 1    | 82   | 78   | +4 |
| 3. | Rusija         | 2    | 3   | 1    | 0  | 2    | 89   | 91   | -2 |
| 4. | Ukrajina       | 0    | 3   | 0    | 0  | 3    | 87   | 96   | -9 |

| 19. siječnja 2010. 18:10 |           |                      |                                                                 |
| Ruska Federacija         | 37:33     | Ukrajina             | Stadthalle, Graz Broj gledatelja: 3.000 Sudac: Cocador, Nicolau |
| Igropulo 11              | Izvještaj | Burka, Onufrijenko 9 | Stadthalle, Graz Broj gledatelja: 3.000 Sudac: Cocador, Nicolau |

| 19. siječnja 2010. 20:10 |           |           |                                                                |
| Hrvatska                 | 25:23     | Norveška  | Stadthalle, Graz Broj gledatelja: 4.000 Sudac: Muro, Rodriguez |
| Vuković 7                | Izvještaj | Tvedten 9 | Stadthalle, Graz Broj gledatelja: 4.000 Sudac: Muro, Rodriguez |

| 21. siječnja 2010. 18:10 |           |          |                                                                  |
| Ukrajina                 | 25:28     | Hrvatska | Stadthalle, Graz Broj gledatelja: 4.200 Sudac: Canbro, Clasesson |
| Onufrijenko 11           | Izvještaj | Vori 6   | Stadthalle, Graz Broj gledatelja: 4.200 Sudac: Canbro, Clasesson |

| 21. siječnja 2010. 20:10 |           |                       |                                                                |
| Norveška                 | 28:24     | Rusija                | Stadthalle, Graz Broj gledatelja: 4.200 Sudac: Lazaar, Reveret |
| Kjelling 8               | Izvještaj | Rastvorcev, Kovalev 4 | Stadthalle, Graz Broj gledatelja: 4.200 Sudac: Lazaar, Reveret |

| 23. siječnja 2010. 18:10 |           |             |                                                                   |
| Hrvatska                 | 30:28     | Rusija      | Stadthalle, Graz Broj gledatelja: 4.500 Sudac: B. Methe, R. Methe |
| Čupić 8                  | Izvještaj | Igropulo 12 | Stadthalle, Graz Broj gledatelja: 4.500 Sudac: B. Methe, R. Methe |

| 23. siječnja 2010. 20:10 |           |                      |                                                                 |
| Norveška                 | 31:29     | Ukrajina             | Stadthalle, Graz Broj gledatelja: 3.500 Sudac: Cocador, Nicolau |
| Tvedten 8                | Izvještaj | Burka, Onufrijenko 7 | Stadthalle, Graz Broj gledatelja: 3.500 Sudac: Cocador, Nicolau |

### Skupina B (Linz)
|    | Reprezentacija | Bod. | Ut. | Pob. | N. | Por. | Pos. | Pri. | RP  |
| -- | -------------- | ---- | --- | ---- | -- | ---- | ---- | ---- | --- |
| 1. | Island         | 4    | 3   | 1    | 2  | 0    | 93   | 88   | +5  |
| 2. | Danska         | 4    | 3   | 2    | 0  | 1    | 83   | 79   | +4  |
| 3. | Austrija       | 3    | 3   | 1    | 1  | 1    | 103  | 101  | +2  |
| 4. | Srbija         | 1    | 3   | 0    | 1  | 2    | 83   | 94   | -11 |

| 19. siječnja 2010. 18:00 |           |          |                                                                      |
| Danska                   | 33:29     | Austrija | Intersport Arena, Linz Broj gledatelja: 5.500 Sudac: Lazaar, Reveret |
| Mogensen 7               | Izvještaj | Ziura 7  | Intersport Arena, Linz Broj gledatelja: 5.500 Sudac: Lazaar, Reveret |

| 19. siječnja 2010. 20:15 |           |        |                                                                         |
| Island                   | 29:29     | Srbija | Intersport Arena, Linz Broj gledatelja: 5.000 Sudac: B. Methe, R. Methe |
| Sigurdsson 9             | Izvještaj | Ilić 7 | Intersport Arena, Linz Broj gledatelja: 5.000 Sudac: B. Methe, R. Methe |

| 21. siječnja 2010. 18:00 |           |           |                                                                |
| Austrija                 | 37:37     | Island    | Intersport Arena, Linz Broj gledatelja: 6.000 Sudac: Din, Dinu |
| Szilagy 10               | Izvještaj | Atlason 8 | Intersport Arena, Linz Broj gledatelja: 6.000 Sudac: Din, Dinu |

| 21. siječnja 2010. 20:15 |           |                  |                                                                       |
| Srbija                   | 23:28     | Danska           | Intersport Arena, Linz Broj gledatelja: 6.000 Sudac: Novotný, Horáček |
| Šešum, Stanković, Ilić 4 | Izvještaj | Eggert Jensen 10 | Intersport Arena, Linz Broj gledatelja: 6.000 Sudac: Novotný, Horáček |

| 23. siječnja 2010. 18:00 |           |         |                                                                      |
| Austrija                 | 37:31     | Srbija  | Intersport Arena, Linz Broj gledatelja: 6.000 Sudac: Muro, Rodriguez |
| Szilagyi 9               | Izvještaj | Šešum 8 | Intersport Arena, Linz Broj gledatelja: 6.000 Sudac: Muro, Rodriguez |

| 23. siječnja 2010. 20:15 |           |              |                                                                        |
| Danska                   | 22:27     | Island       | Intersport Arena, Linz Broj gledatelja: 5.500 Sudac: Canbro, Clasesson |
| Christiansen 5           | Izvještaj | Sigurdsson 6 | Intersport Arena, Linz Broj gledatelja: 5.500 Sudac: Canbro, Clasesson |

### Skupina C (Innsbruck)
|    | Reprezentacija | Bod. | Ut. | Pob. | N. | Por. | Pos. | Pri. | RP |
| -- | -------------- | ---- | --- | ---- | -- | ---- | ---- | ---- | -- |
| 1. | Poljska        | 5    | 3   | 2    | 1  | 0    | 84   | 79   | +5 |
| 2. | Slovenija      | 4    | 3   | 1    | 2  | 0    | 91   | 89   | +2 |
| 3. | Njemačka       | 3    | 3   | 1    | 1  | 1    | 89   | 90   | -1 |
| 4. | Švedska        | 0    | 3   | 0    | 0  | 3    | 78   | 84   | -6 |

| 19. siječnja 2010. 18:30 |           |            |                                                                        |
| Njemačka                 | 25:27     | Poljska    | Olympiahalle, Innsbruck Broj gledatelja: 6.800 Sudac: Olesen, Pedersen |
| Kaufmann 7               | Izvještaj | Bielecki 6 | Olympiahalle, Innsbruck Broj gledatelja: 6.800 Sudac: Olesen, Pedersen |

| 19. siječnja 2010. 20:30              |           |             |                                                                           |
| Švedska                               | 25:27     | Slovenija   | Olympiahalle, Innsbruck Broj gledatelja: 4.800 Sudac: Reisinger, Kaschütz |
| Källman, L. Karlsson, Ekberg, Doder 5 | Izvještaj | L. Žvižej 8 | Olympiahalle, Innsbruck Broj gledatelja: 4.800 Sudac: Reisinger, Kaschütz |

| 20. siječnja 2010. 18:30 |           |              |                                                                     |
| Slovenija                | 34:34     | Njemačka     | Olympiahalle, Innsbruck Broj gledatelja: 4,200 Sudac: Gousko, Repin |
| Kavtičnik, Špiler 6      | Izvještaj | Theuerkauf 7 | Olympiahalle, Innsbruck Broj gledatelja: 4,200 Sudac: Gousko, Repin |

| 20. siječnja 2010. 20:30 |           |                |                                                                          |
| Poljska                  | 27:24     | Švedska        | Olympiahalle, Innsbruck Broj gledatelja: 7.500 Sudac: Nikolić, Stojković |
| M. Jurecki, Rosiński 6   | Izvještaj | K. Andersson 4 | Olympiahalle, Innsbruck Broj gledatelja: 7.500 Sudac: Nikolić, Stojković |

| 22. siječnja 2010. 18:15 |           |                |                                                                          |
| Njemačka                 | 30:29     | Švedska        | Olympiahalle, Innsbruck Broj gledatelja: 8.200 Sudac: Nikolić, Stojković |
| Glandorf 8               | Izvještaj | K. Andersson 7 | Olympiahalle, Innsbruck Broj gledatelja: 8.200 Sudac: Nikolić, Stojković |

| 22. siječnja 2010. 20:15 |           |             |                                                                               |
| Poljska                  | 30:30     | Slovenija   | Olympiahalle, Innsbruck Broj gledatelja: 7.500 Sudac: Abrahamsen, Kristiansen |
| K. Lijewski 6            | Izvještaj | L. Žvižej 9 | Olympiahalle, Innsbruck Broj gledatelja: 7.500 Sudac: Abrahamsen, Kristiansen |

### Skupina D (Wiener Neustadt)
|    | Reprezentacija | Bod. | Ut. | Pob. | N. | Por. | Pos. | Pri. | RP  |
| -- | -------------- | ---- | --- | ---- | -- | ---- | ---- | ---- | --- |
| 1. | Španjolska     | 5    | 3   | 2    | 1  | 0    | 95   | 74   | +21 |
| 2. | Francuska      | 4    | 3   | 1    | 2  | 0    | 74   | 73   | +1  |
| 3. | Češka          | 2    | 3   | 1    | 0  | 2    | 68   | 74   | -6  |
| 4. | Mađarska       | 1    | 2   | 0    | 1  | 2    | 80   | 96   | -16 |

| 19. siječnja 2010. 18:15 |           |         |                                                                     |
| Španjolska               | 37:25     | Češka   | Arena Nova, Wiener Neustadt Broj gledatelja: 2.800 Sudac: Din, Dinu |
| Romero 14                | Izvještaj | Jícha 8 | Arena Nova, Wiener Neustadt Broj gledatelja: 2.800 Sudac: Din, Dinu |

| 19. siječnja 2010. 20:15 |           |          |                                                                              |
| Francuska                | 29:29     | Mađarska | Arena Nova, Wiener Neustadt Broj gledatelja: 3.500 Sudac: Nikolić, Stojković |
| Karabatić 7              | Izvještaj | Ilyés 7  | Arena Nova, Wiener Neustadt Broj gledatelja: 3.500 Sudac: Nikolić, Stojković |

| 20. siječnja 2010. 18:15 |           |                   |                                                                                   |
| Češka                    | 20:21     | Francuska         | Arena Nova, Wiener Neustadt Broj gledatelja: 3.800 Sudac: Abrahamsen, Kristiansen |
| Jícha 6                  | Izvještaj | Narcisse, Abalo 4 | Arena Nova, Wiener Neustadt Broj gledatelja: 3.800 Sudac: Abrahamsen, Kristiansen |

| 20. siječnja 2010. 20:15 |           |                        |                                                                               |
| Mađarska                 | 25:34     | Španjolska             | Arena Nova, Wiener Neustadt Broj gledatelja: 3.800 Sudac: Reisinger, Kaschütz |
| Krivokapić, Gulyás 5     | Izvještaj | A. Entrerrios, Tomás 7 | Arena Nova, Wiener Neustadt Broj gledatelja: 3.800 Sudac: Reisinger, Kaschütz |

| 22. siječnja 2010. 18:15 |           |                       |                                                                         |
| Francuska                | 24:24     | Španjolska            | Arena Nova, Wiener Neustadt Broj gledatelja: 3.800 Sudac: Gousko, Repin |
| Karabatić 5              | Izvještaj | Aguinagalde, Garcia 6 | Arena Nova, Wiener Neustadt Broj gledatelja: 3.800 Sudac: Gousko, Repin |

| 22. siječnja 2010. 20:15 |           |          |                                                                            |
| Mađarska                 | 26:33     | Češka    | Arena Nova, Wiener Neustadt Broj gledatelja: 4.000 Sudac: Olesen, Pedersen |
| Császár 6                | Izvještaj | Jícha 14 | Arena Nova, Wiener Neustadt Broj gledatelja: 4.000 Sudac: Olesen, Pedersen |

## Drugi krug
|  | Momčad prolazi u polufinale    |
|  | Momčad se bori za 5./6. mjesto |
|  | Momčad je eliminirana          |

### Skupina I (Beč)
|    | Reprezentacija | Bod. | Ut. | Pob. | N. | Por. | Pos. | Pri. | RP  |
| -- | -------------- | ---- | --- | ---- | -- | ---- | ---- | ---- | --- |
| 1. | Hrvatska       | 9    | 5   | 4    | 1  | 0    | 134  | 123  | +11 |
| 2. | Island         | 8    | 5   | 3    | 2  | 0    | 163  | 149  | +14 |
| 3. | Danska         | 6    | 5   | 3    | 0  | 2    | 136  | 134  | +2  |
| 4. | Norveška       | 4    | 5   | 2    | 0  | 3    | 138  | 135  | +3  |
| 5. | Austrija       | 3    | 5   | 1    | 1  | 3    | 147  | 156  | -9  |
| 6. | Rusija         | 0    | 5   | 0    | 0  | 5    | 140  | 161  | -21 |

| 25. siječnja 2010. 16:00 |           |              |                                                                       |
| Hrvatska                 | 26:26     | Island       | Wiener Stadthalle, Beč Broj gledatelja: 6.800 Sudac: Novotný, Horáček |
| Čupić 5                  | Izvještaj | Stefánsson 7 | Wiener Stadthalle, Beč Broj gledatelja: 6.800 Sudac: Novotný, Horáček |

| 25. siječnja 2010. 18:00 |           |             |                                                                      |
| Norveška                 | 30:27     | Austrija    | Wiener Stadthalle, Beč Broj gledatelja: 6.800 Sudac: Lazaar, Reveret |
| Myrhol, Tvedten 6        | Izvještaj | Schlinger 6 | Wiener Stadthalle, Beč Broj gledatelja: 6.800 Sudac: Lazaar, Reveret |

| 25. siječnja 2010. 20:15 |           |                               |                                                                      |
| Ruska Federacija         | 28:34     | Danska                        | Wiener Stadthalle, Beč Broj gledatelja: 6.800 Sudac: Muro, Rodriguez |
| Igropulo 6               | Izvještaj | Christiansen, M. V. Knudsen 6 | Wiener Stadthalle, Beč Broj gledatelja: 6.800 Sudac: Muro, Rodriguez |

| 26. siječnja 2010. 16:00 |           |                         |                                                                      |
| Ruska Federacija         | 30:38     | Island                  | Wiener Stadthalle, Beč Broj gledatelja: 4.000 Sudac: Lazaar, Reveret |
| Čipurin 7                | Izvještaj | Guðjónsson, Petersson 7 | Wiener Stadthalle, Beč Broj gledatelja: 4.000 Sudac: Lazaar, Reveret |

| 26. siječnja 2010. 18:00 |           |                      |                                                                        |
| Hrvatska                 | 26:23     | Austrija             | Wiener Stadthalle, Beč Broj gledatelja: 8.000 Sudac: Canbro, Clasesson |
| Čupić 6                  | Izvještaj | Szilagy, Schlinger 5 | Wiener Stadthalle, Beč Broj gledatelja: 8.000 Sudac: Canbro, Clasesson |

| 26. siječnja 2010. 20:15 |           |                                   |                                                                         |
| Norveška                 | 23:24     | Danska                            | Wiener Stadthalle, Beč Broj gledatelja: 8.000 Sudac: B. Methe, R. Methe |
| Kjelling 7               | Izvještaj | Eggert Jansen, Lindberg, Hansen 5 | Wiener Stadthalle, Beč Broj gledatelja: 8.000 Sudac: B. Methe, R. Methe |

| 28. siječnja 2010. 16:00 |           |            |                                                                      |
| Norveška                 | 34:35     | Island     | Wiener Stadthalle, Beč Broj gledatelja: 7.000 Sudac: Muro, Rodriguez |
| Tvedten 7                | Izvještaj | Atlason 10 | Wiener Stadthalle, Beč Broj gledatelja: 7.000 Sudac: Muro, Rodriguez |

| 28. siječnja 2010. 18:00 |           |                                |                                                                         |
| Ruska Federacija         | 30:31     | Austrija                       | Wiener Stadthalle, Beč Broj gledatelja: 8.200 Sudac: B. Methe, R. Methe |
| Čipurin 7                | Izvještaj | Weber, Wilczynski, Schlinger 6 | Wiener Stadthalle, Beč Broj gledatelja: 8.200 Sudac: B. Methe, R. Methe |

| 28. siječnja 2010. 20:15 |           |                         |                                                                       |
| Hrvatska                 | 27:23     | Danska                  | Wiener Stadthalle, Beč Broj gledatelja: 9,000 Sudac: Novotný, Horáček |
| Buntić 8                 | Izvještaj | Hansen, M. V. Knudsen 5 | Wiener Stadthalle, Beč Broj gledatelja: 9,000 Sudac: Novotný, Horáček |

### Skupina II (Innsbruck)
|    | Reprezentacija | Bod. | Ut. | Pob. | N. | Por. | Pos. | Pri. | RP  |
| -- | -------------- | ---- | --- | ---- | -- | ---- | ---- | ---- | --- |
| 1. | Francuska      | 9    | 5   | 4    | 1  | 0    | 135  | 118  | +17 |
| 2. | Poljska        | 7    | 4   | 3    | 1  | 1    | 148  | 144  | +4  |
| 3. | Španjolska     | 7    | 5   | 3    | 1  | 1    | 152  | 133  | +19 |
| 4. | Češka          | 3    | 5   | 1    | 1  | 3    | 142  | 154  | -12 |
| 5. | Njemačka       | 2    | 5   | 0    | 2  | 3    | 127  | 136  | -9  |
| 6. | Slovenija      | 2    | 5   | 0    | 2  | 3    | 159  | 178  | -19 |

| 24. siječnja 2010. 16:30 |           |           |                                                                 |
| Njemačka                 | 22:24     | Francuska | Olympiahalle, Innsbruck Broj gledatelja: 8.200 Sudac: Din, Dinu |
| Jansen 5                 | Izvještaj | Joli 7    | Olympiahalle, Innsbruck Broj gledatelja: 8.200 Sudac: Din, Dinu |

| 24. siječnja 2010. 18:30 |           |            |                                                                        |
| Poljska                  | 32:26     | Španjolska | Olympiahalle, Innsbruck Broj gledatelja: 7.700 Sudac: Olesen, Pedersen |
| B. Jurecki 6             | Izvještaj | Romero 8   | Olympiahalle, Innsbruck Broj gledatelja: 7.700 Sudac: Olesen, Pedersen |

| 24. siječnja 2010. 20:30 |           |          |                                                                           |
| Slovenija                | 35:37     | Češka    | Olympiahalle, Innsbruck Broj gledatelja: 5.600 Sudac: Reisinger, Kaschütz |
| Kavtičnik 8              | Izvještaj | Jícha 12 | Olympiahalle, Innsbruck Broj gledatelja: 5.600 Sudac: Reisinger, Kaschütz |

| 26. siječnja 2010. 16:15 |           |           |                                                                        |
| Slovenija                | 28:37     | Francuska | Olympiahalle, Innsbruck Broj gledatelja: 4.500 Sudac: Olesen, Pedersen |
| Kavtičnik, L. Žvižej 6   | Izvještaj | Guigou 10 | Olympiahalle, Innsbruck Broj gledatelja: 4.500 Sudac: Olesen, Pedersen |

| 26. siječnja 2010. 18:15 |           |            |                                                                          |
| Njemačka                 | 20:25     | Španjolska | Olympiahalle, Innsbruck Broj gledatelja: 7.000 Sudac: Nikolić, Stojković |
| Gensheimer 5             | Izvještaj | Tomás 6    | Olympiahalle, Innsbruck Broj gledatelja: 7.000 Sudac: Nikolić, Stojković |

| 26. siječnja 2010. 20:15 |           |         |                                                                               |
| Poljska                  | 35:34     | Češka   | Olympiahalle, Innsbruck Broj gledatelja: 5,100 Sudac: Abrahamsen, Kristiansen |
| Bielecki 7               | Izvještaj | Jícha 7 | Olympiahalle, Innsbruck Broj gledatelja: 5,100 Sudac: Abrahamsen, Kristiansen |

| 28. siječnja 2010. 16:30 |           |         |                                                                               |
| Njemačka                 | 26:26     | Češka   | Olympiahalle, Innsbruck Broj gledatelja: 5.200 Sudac: Abrahamsen, Kristiansen |
| Kaufmann 7               | Izvještaj | Jícha 6 | Olympiahalle, Innsbruck Broj gledatelja: 5.200 Sudac: Abrahamsen, Kristiansen |

| 28. siječnja 2010. 18:30 |           |                  |                                                                 |
| Slovenija                | 32:40     | Španjolska       | Olympiahalle, Innsbruck Broj gledatelja: 6.400 Sudac: Din, Dinu |
| L. Žvižej 9              | Izvještaj | A. Entrerríos 11 | Olympiahalle, Innsbruck Broj gledatelja: 6.400 Sudac: Din, Dinu |

| 28. siječnja 2010. 20:30 |           |                       |                                                                          |
| Poljska                  | 24:29     | Francuska             | Olympiahalle, Innsbruck Broj gledatelja: 7.000 Sudac: Nikolić, Stojković |
| Bielecki 5               | Izvještaj | Narcisse, Sorhaindo 6 | Olympiahalle, Innsbruck Broj gledatelja: 7.000 Sudac: Nikolić, Stojković |

## Završnica

### Utakmica za 5./6. mjesto
| 30. siječnja 2010. 11:30 |           |            |                                                                          |
| Danska                   | 34:27     | Španjolska | Wiener Stadthalle, Beč Broj gledatelja: 4.000 Sudac: Reisinger, Kaschütz |
| Laen 8                   | Izvještaj | Malmagro 7 | Wiener Stadthalle, Beč Broj gledatelja: 4.000 Sudac: Reisinger, Kaschütz |

### Razigravanje za medalje
|  | Polufinale                      | Polufinale                      |    |                                 | Finale                          | Finale |
|  |                                 |                                 |    |                                 |                                 |        |
|  | 30. siječnja 2010. - Beč, 14:00 |                                 |    |                                 |                                 |        |
|  | Island                          | 28                              |    |                                 |                                 |        |
|  | Francuska                       | 36                              |    |                                 |                                 |        |
|  |                                 |                                 |    |                                 |                                 |        |
|  |                                 |                                 |    |                                 | 31. siječnja 2010. - Beč, 17:30 |        |
|  |                                 |                                 |    |                                 | Francuska                       | 25     |
|  |                                 | Hrvatska                        | 21 |                                 |                                 |        |
|  |                                 |                                 |    |                                 |                                 |        |
|  |                                 |                                 |    |                                 |                                 |        |
|  |                                 |                                 |    |                                 | 3. mjesto                       |        |
|  | 30. siječnja 2010. - Beč, 16:30 | 30. siječnja 2010. - Beč, 16:30 |    | 31. siječnja 2010. - Beč, 15:00 | 31. siječnja 2010. - Beč, 15:00 |        |
|  | Hrvatska                        | 24                              |    | Island                          | 29                              |        |
|  | Poljska                         | 21                              |    |                                 | Poljska                         | 26     |

#### Polufinale
| 30. siječnja 2010. 14:00 |           |             |                                                                       |
| Island                   | 28:36     | Francuska   | Wiener Stadthalle, Beč Broj gledatelja: 9.000 Sudac: Olesen, Pedersen |
| Pálmarsson 6             | Izvještaj | Karabatić 9 | Wiener Stadthalle, Beč Broj gledatelja: 9.000 Sudac: Olesen, Pedersen |

| 30. siječnja 2010. 16:30 |           |              |                                                                               |
| Hrvatska                 | 24:21     | Poljska      | Wiener Stadthalle, Beč Broj gledatelja: 11.000 Sudac: Abrahamsen, Kristiansen |
| Čupić 6                  | Izvještaj | M. Jurecki 7 | Wiener Stadthalle, Beč Broj gledatelja: 11.000 Sudac: Abrahamsen, Kristiansen |

#### Utakmica za 3. mjesto
| 31. siječnja 2010. 15:00             |           |              |                                                                      |
| Poljska                              | 26:29     | Island       | Wiener Stadthalle, Beč Broj gledatelja: 9.000 Sudac: Lazaar, Reveret |
| M. Jurecki, B. Jurecky, Tłuczyński 4 | Izvještaj | Sigurdsson 8 | Wiener Stadthalle, Beč Broj gledatelja: 9.000 Sudac: Lazaar, Reveret |

#### Finale
| 31. siječnja 2010. 17:30 |           |             |                                                                          |
| Hrvatska                 | 21:25     | Francuska   | Wiener Stadthalle, Beč Broj gledatelja: 11,000 Sudac: B. Methe, R. Methe |
| Zrnić 7                  | Izvještaj | Karabatić 6 | Wiener Stadthalle, Beč Broj gledatelja: 11,000 Sudac: B. Methe, R. Methe |

| HRVATSKA:                |             |                   |           |  |
|                          |             |                   |           |  |
| SV                       | 4           | Ivano Balić       |           |  |
| SV                       | 5           | Domagoj Duvnjak   |           |  |
| LV                       | 6           | Blaženko Lacković |           |  |
| DK                       | 7           | Vedran Zrnić      |           |  |
| DV                       | 8           | Marko Kopljar     |           |  |
| P                        | 9           | Igor Vori         |           |  |
| LV                       | 10          | Jakov Gojun       | Opomenut  |  |
| V                        | 12          | Goran Čarapina    |           |  |
| LV                       | 14          | Drago Vuković     |           |  |
| LK                       | 17          | Vedran Mataija    | Isključen |  |
| DV                       | 21          | Denis Buntić      |           |  |
| LV                       | 24          | Tonči Valčić      | Opomenut  |  |
| V                        | 25          | Mirko Alilović    |           |  |
| LK                       | 26          | Manuel Štrlek     | Opomenut  |  |
| DK                       | 27          | Ivan Čupić        |           |  |
| P                        | 28          | Željko Musa       |           |  |
| Izbornik:                |             |                   |           |  |
| Lino Červar              | Lino Červar | Lino Červar       | Opomenut  |  |
|                          |             |                   |           |  |
|                          |             |                   |           |  |
| Suci:                    |             |                   |           |  |
| Bernd Methe Reiner Methe |             |                   |           |  |
| EHF-ov promatrač:        |             |                   |           |  |
| Helmut Wille             |             |                   |           |  |
| EHF-ov nadglednik:       |             |                   |           |  |
| Jesus Guerrero           |             |                   |           |  |
| Najbolji igrač (HRV):    |             |                   |           |  |
| Mirko Alilović           |             |                   |           |  |
| Najbolji igrač (FRA):    |             |                   |           |  |
| Luc Abalo                |             |                   |           |  |

| FRANCUSKA:    |               |                    |          |  |  |
|               |               |                    |          |  |  |
| LV            | 2             | Jérôme Fernandez   |          |  |  |
| P             | 3             | Didier Dinart      |          |  |  |
| DV            | 4             | Xavier Barachet    |          |  |  |
| DV            | 5             | Guillaume Gille    | Opomenut |  |  |
| LV            | 8             | Daniel Narcisse    |          |  |  |
| DK            | 9             | Guillaume Joli     |          |  |  |
| V             | 12            | Daouda Karaboué    |          |  |  |
| SV            | 13            | Nikola Karabatić   | Opomenut |  |  |
| LV            | 15            | Franck Junillon    |          |  |  |
| V             | 16            | Thierry Omeyer     |          |  |  |
| DK            | 19            | Luc Abalo          |          |  |  |
| P             | 20            | Cédric Sorhaindo   | Opomenut |  |  |
| LK            | 21            | Michaël Guigou     |          |  |  |
| DV            | 23            | Sébastien Bosquet  |          |  |  |
| LK            | 24            | Sébastien Ostertag |          |  |  |
| P             | 25            | Grégoire Detrez    |          |  |  |
| Izbornik:     |               |                    |          |  |  |
| Claude Onesta | Claude Onesta | Claude Onesta      | Opomenut |  |  |

|       | Statistika  |       |
| ----- | ----------- | ----- |
| 21    | Broj golova | 25    |
| 21/33 | Udarci      | 25/36 |
| 6/9   | Sedmerci    | 2/4   |
| 6 min | Isključenja | 6 min |
| 4     | Opomenut    | 4     |
| 1     | Isključen   | 0     |
| 13/38 | Obrane      | 12/33 |

## Nagrade
|  | Momčad ide direktno na SP 2011. |

| Konačni poredak | Konačni poredak | Konačni poredak |
| --------------- | --------------- | --------------- |
|                 | Francuska       |                 |
|                 | Hrvatska        |                 |
|                 | Island          |                 |
| 4.              | Poljska         |                 |
| 5.              | Danska          |                 |
| 6.              | Španjolska      |                 |
| 7.              | Norveška        |                 |
| 8.              | Češka           |                 |
| 9.              | Austrija        |                 |
| 10.             | Njemačka        |                 |
| 11.             | Slovenija       |                 |
| 12.             | Rusija          |                 |
| 13.             | Srbija          |                 |
| 14.             | Mađarska        |                 |
| 15.             | Švedska         |                 |
| 16.             | Ukrajina        |                 |

| Najbolji strijelci | Najbolji strijelci       | Najbolji strijelci | Najbolji strijelci |
| Mj.                | Igrač                    | Gol.               | Uta.               |
| ------------------ | ------------------------ | ------------------ | ------------------ |
| 1.                 | Filip Jícha              | 53                 | 6                  |
| 2.                 | Luka Žvižej              | 41                 | 6                  |
| 3.                 | Nikola Karabatić         | 40                 | 8                  |
| 4.                 | Arnór Atlason            | 39                 | 8                  |
| 5.                 | Guðjón Valur Sigurðsson  | 39                 | 8                  |
| 6.                 | Håvard Tvedten           | 39                 | 6                  |
| 7.                 | Snorri Steinn Guðjónsson | 36                 | 8                  |
| 8.                 | Ivan Čupić               | 36                 | 8                  |
| 9.                 | Konstantin Igropulo      | 35                 | 6                  |
| 10.                | Viktor Szilágy           | 34                 | 6                  |
| 11.                | Mikkel Hansen            | 34                 | 7                  |
| 12.                | Iker Romero              | 34                 | 7                  |
| 13.                | Róbert Gunnarsson        | 34                 | 8                  |
| 14.                | Jan Filip                | 33                 | 6                  |
| 15.                | Vid Kavtičnik            | 33                 | 6                  |

| Najbolji strijelci | Najbolji strijelci       | Najbolji strijelci | Najbolji strijelci |
| Mj.                | Igrač                    | Gol.               | Uta.               |
| ------------------ | ------------------------ | ------------------ | ------------------ |
| 1.                 | Filip Jícha              | 53                 | 6                  |
| 2.                 | Luka Žvižej              | 41                 | 6                  |
| 3.                 | Nikola Karabatić         | 40                 | 8                  |
| 4.                 | Arnór Atlason            | 39                 | 8                  |
| 5.                 | Guðjón Valur Sigurðsson  | 39                 | 8                  |
| 6.                 | Håvard Tvedten           | 39                 | 6                  |
| 7.                 | Snorri Steinn Guðjónsson | 36                 | 8                  |
| 8.                 | Ivan Čupić               | 36                 | 8                  |
| 9.                 | Konstantin Igropulo      | 35                 | 6                  |
| 10.                | Viktor Szilágy           | 34                 | 6                  |
| 11.                | Mikkel Hansen            | 34                 | 7                  |
| 12.                | Iker Romero              | 34                 | 7                  |
| 13.                | Róbert Gunnarsson        | 34                 | 8                  |
| 14.                | Jan Filip                | 33                 | 6                  |
| 15.                | Vid Kavtičnik            | 33                 | 6                  |

## Vanjske poveznice
- Službena stranica (engl.)